# Nowaki (województwo warmińsko-mazurskie)
Nowaki (niem. Nowaken, 1938–1945 Brüderfelde) – wieś w Polsce położona w województwie warmińsko-mazurskim, w powiecie ełckim, w gminie Prostki.
W latach 1975–1998 miejscowość administracyjnie należała do województwa suwalskiego.